# Campeonato Mundial de Ginástica Artística de 2003
O XXXVII Campeonato Mundial de Ginástica Artística transcorreu entre os dias 16 e 24 de agosto de 2003, na cidade de Anaheim, Estados Unidos.

## Eventos
- Equipes masculinas
- Individual geral masculino
- Solo masculino
- Barra fixa
- Barras paralelas
- Cavalo com alças
- Argolas
- Salto sobre a mesa masculino
- Equipes femininas
- Individual geral feminino
- Trave
- Solo feminino
- Barras assimétricas
- Salto sobre a mesa feminino

## Medalhistas
Masculino
| Evento                    | Ouro                                                                            | Prata                                                                                                 | Bronze                                                                        |
| Equipes detalhes          | Huang Xu · Li Xiaopeng · Teng Haibin · Xiao Qin · Xing Aowei · Yang Wei · China | Raj Bhavsar · Jason Gatson · Morgan Hamm · Paul Hamm · Brett McClure · Blaine Wilson · Estados Unidos | Takehiro Kashima · Hiroyuki Tomita · Naoya Tsukahara · Tatsuya Yamada · Japão |
| Individual geral detalhes | Paul Hamm · Estados Unidos                                                      | Yang Wei · China                                                                                      | Hiroyuki Tomita · Japão                                                       |
| Salto detalhes            | Li Xiaopeng · China                                                             | Marian Drăgulescu · Roménia                                                                           | Kyle Shewfelt · Canadá                                                        |
| Solo detalhes             | Paul Hamm · Estados Unidos                                                      | Jordan Jovtchev · Bulgária                                                                            | Kyle Shewfelt · Canadá                                                        |
| Cavalo com alças detalhes | Teng Haibin · China · Takehiro Kashima · Japão                                  | nenhum                                                                                                | Nikolai Kryukov · Rússia                                                      |
| Barras paralelas detalhes | Li Xiaopeng · China                                                             | Huang Xu · China · Alexei Nemov · Rússia                                                              | nenhum                                                                        |
| Argolas detalhes          | Jordan Jovtchev · Bulgária · Dimosthenis Tampakos · Grécia                      | nenhum                                                                                                | Matteo Morandi · Andrea Coppolino · Itália                                    |
| Barra fixa detalhes       | Takehiro Kashima · Japão                                                        | Igor Cassina · Itália                                                                                 | Alexei Nemov · Rússia                                                         |

Feminino
| Evento                       | Ouro | Prata | Bronze                                                                       |
| Equipes detalhes             | Courtney Kupets · Terin Humphrey · Chellsie Memmel · Carly Patterson · Tasha Schwikert · Hollie Vise · Estados Unidos | Oana Ban · Alexandra Eremia · Florica Leonida · Aura Andreea Munteanu · Cătălina Ponor · Monica Roşu · Roménia | Monette Russo · Allana Slater · Belinda Archer · Jacqueline Dunn · Austrália |
| Individual geral detalhes    | Svetlana Khorkina · Rússia                                                                                            | Carly Patterson · Estados Unidos                                                                               | Zhang Nan · China                                                            |
| Salto detalhes               | Oksana Chusovitina · Uzbequistão                                                                                      | Kang Yung Mi · Coreia do Norte · Elena Zamolodchikova · Rússia                                                 | nenhum                                                                       |
| Solo detalhes                | Daiane dos Santos · Brasil                                                                                            | Cătălina Ponor · Roménia                                                                                       | Elena Gomez · Espanha                                                        |
| Trave detalhes               | Fan Ye · China | Cătălina Ponor · Roménia                                                                                       | Lyudmila Ezhova · Rússia                                                     |
| Barras assimétricas detalhes | Hollie Vise · Chellsie Memmel · Estados Unidos                                                                        | nenhum | Beth Tweddle · Reino Unido                                                   |

## Quadro de medalhas
| Ordem | País            | Medalha de ouro | Medalha de prata | Medalha de bronze |    |
| ----- | --------------- | --------------- | ---------------- | ----------------- | -- |
| 1     | China           | 5               | 2                | 1                 | 8  |
| 2     | Estados Unidos  | 5               | 2                |                   | 7  |
| 3     | Japão           | 2               |                  | 2                 | 4  |
| 4     | Bulgária        | 2               |                  |                   | 2  |
| 5     | Rússia          | 1               | 2                | 3                 | 6  |
| 6     | Brasil          | 1               |                  |                   | 1  |
| 6     | Grécia          | 1               |                  |                   | 1  |
| 6     | Uzbequistão     | 1               |                  |                   | 1  |
| 9     | Roménia         |                 | 4                |                   | 4  |
| 10    | Itália          |                 | 1                | 2                 | 3  |
| 11    | Coreia do Norte |                 | 1                |                   | 1  |
| 12    | Canadá          |                 |                  | 2                 | 2  |
| 13    | Espanha         |                 |                  | 1                 | 1  |
| 13    | Grã-Bretanha    |                 |                  | 1                 | 1  |
| 13    | Austrália       |                 |                  | 1                 | 1  |
| TOTAL | TOTAL           | 12              | 12               | 13                | 37 |